# François P. Jauvy
François Xavier Paul Jauvy (1760-1822 ) fue un médico, botánico francés.

## Algunas publicaciones
- 1789. Dissertatio de anevrismate. Monspelli apud J. Martel natu majorem. 19 pp.

- La abreviatura «Jauvy» se emplea para indicar a François P. Jauvy como autoridad en la descripción y clasificación científica de los vegetales.[1]